# Champlain-tó

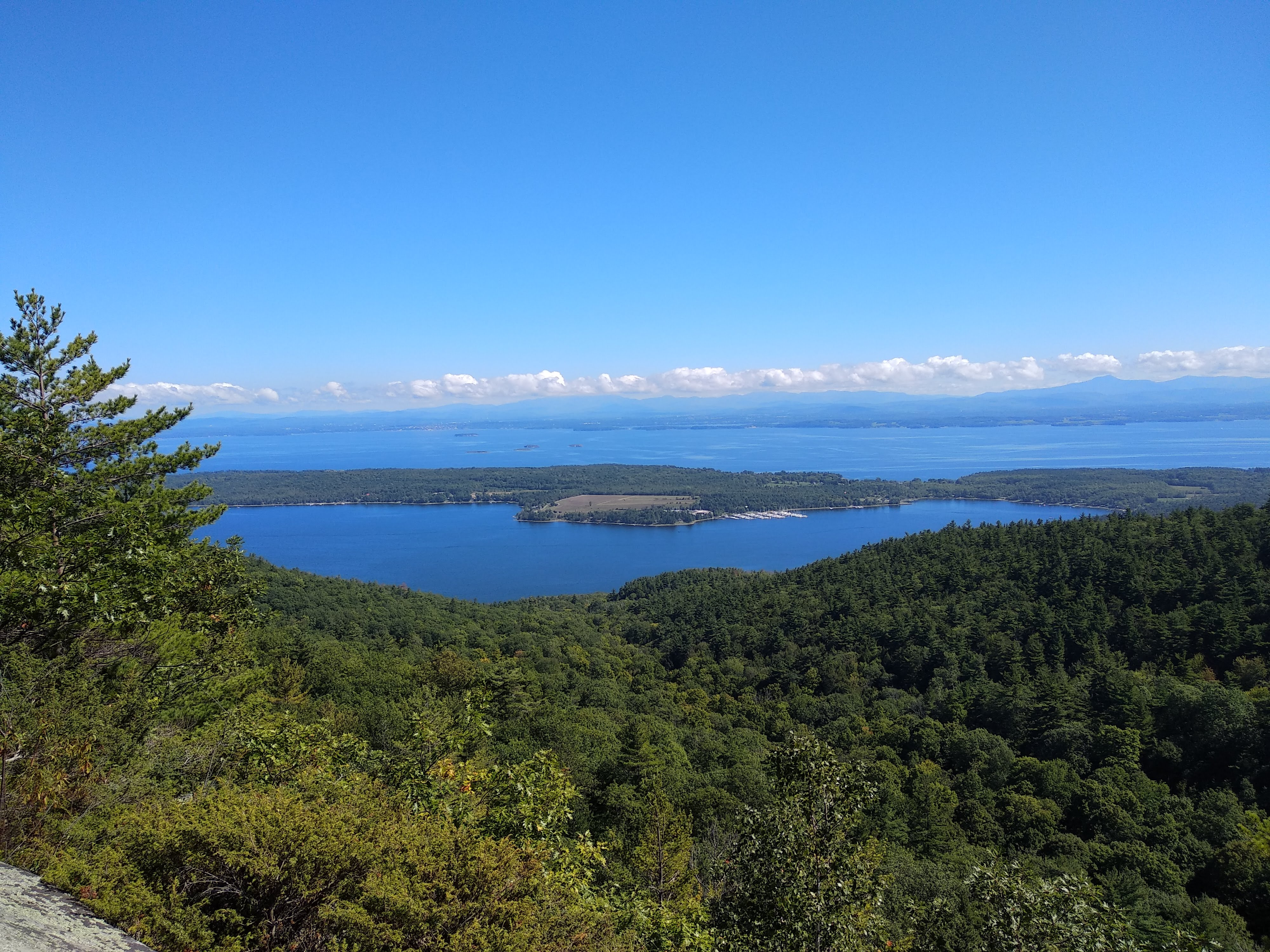
Madártávlatból

A Champlain-tó az Egyesült Államok hatodik legnagyobb területű tava New York és Vermont államok határán, az Adirondack-hegység és a Green-hegység között húzódó tektonikus süllyedékben, a Champlain-árokban (ezt Nagy Appalache-völgynek, illet Hudson-ároknak is nevezik — Gertig, 305. old.). New York-i partvidékén Clinton megye Essex megye osztozik. és Két északi csücske már kanadai terület.

## Kialakulása
A legutóbbi eljegesedés idején kialakult Champlain-tenger maradványa.
A 90–120 méter magasan talált parti színlők (Révai) alapján a terület a jégkorszakban a mostaninál jóval mélyebben fekhetett.

## Természeti földrajza
Hossza 172 km, legnagyobb szélessége 23 km, mélysége 30–120 m, a tengerszint fölötti magassága 27 m. Partjának legnagyobb része meredek, sziklás (Révai).
Az Alleghany-hegység vizei táplálják, egyebek közt ide folyik a György-tó vize is.
Mintegy 80 komolyabb sziget van benne, együttes területük mintegy 140 km² (MNL). A legjelentősebbek:
- South Hero-sziget — ez a legnagyobb, rajta Vermont két városával (Grand Isle és South Hero),
- North Hero-sziget — rajta Vermont egy városával (South Hero),
- Isle La Motte-sziget — rajta Vermont egy városával (Isle La Motte),
- Valcour-sziget,
- Boróka-sziget (Juniper Island),
- Három Nővér-sziget (Three Sisters Island)),
- Négy Fivér-sziget (Four Brothers Island),
- Savage-sziget,
- Burton-sziget a Burton Park természetvédelmi területtel,
- Cloak-sziget,
- Garden-sziget (Garden Island, Gunboat Island),
- Rák-sziget (Crab Island),
- Dameas-sziget,
- Hen-sziget,
- Butler szigete (Butler's Island),
- Carleton's Prize-sziget,
- Young-sziget,
- Providence-sziget,
- Stave-sziget,
- Napfény-sziget (Sunset Island).

Lefolyása a Szent Lőrinc-folyóba ömlő Richelieu-folyó. A Champlain-csatorna a Hudsonnel, a Nyugati-csatorna az Erie-tóval köti össze. Télen befagy, de áprilistól már élénk rajta a hajóforgalom.
A partjain épült nagyobb városok:
- Burlington, Vermont Chittenden megyéjének székhelye, az állam legnagyobb városa,
- Plattsburgh, New York állam Clinton megyéjének székhelye,
- Whitehall (New York)
- St. Albans (nagyváros, Vermont)
- Ticonderoga (New York) a rövid déli parton

## Természetvédelem, nemzeti parkok

A New York-i Erdőrezervátum

Nyugati partvidékének zöme természetvédelmi terület: az Adirondack Park a New York-i Erdőrezervátum része.
A Burton-szigeten van a Burton Park természetvédelmi terület

## Történelmi események
Samuel de Champlain fedezte föl 1609-ben, és róla kapta a nevét.

## Gazdasági jelentősége
Vizei halgazdagok (Pallas). Rajta át vezet a New York–Montréal hajóút (MNL)